# Draâ El Mizan
Draâ El Mizan (în arabă ذراع الميزان) este o comună din provincia Tizi Ouzou, Algeria.
Populația comunei este de 38.886 de locuitori (2008).